# 沙河 (东江)
沙河位于中国广东省中部，是东江北干流右岸支流，上游称横河，发源于惠州市博罗县横河镇东北何家田村罗浮山中的大、小元（源）坑，蜿蜒向西南流经博罗县显岗水库、湖镇镇、龙华镇、园洲镇，过园洲镇白马围村以西的罗浮山大桥后成为博罗县与东莞市界河，向西至博罗县石湾镇石湾村汇入东江北干流。河长88.3千米，流域面积1020平方千米。年均径流量11.22亿立方米。沙河上游为罗浮山山区，中下游为平原，两岸土地肥沃，是博罗县的鱼米之乡，工商业发达。